# 第27回衆議院議員総選挙
第27回衆議院議員総選挙（だい27かいしゅうぎいんぎいんそうせんきょ）は、1955年（昭和30年）2月27日に日本で行われた国会（衆議院）議員の総選挙である。

## 概要
1954年、第5次吉田内閣は総辞職し、12月10日、日本民主党の鳩山一郎を首班とする第1次鳩山内閣が成立した。首班指名選挙に当たって民主党と左右両社会党は、12月9日に党首会談で鳩山内閣成立後の早期衆議院解散に合意し、共同声明を発表した。また、民主党としても少数与党政権を一日も早く脱し、第一党ひいては安定多数を得たいところであった。
1955年1月24日に衆議院は解散された。この選挙で鳩山ブームは爆発的に盛り上がった。鳩山の陽性の人柄と、政権掌握間近にGHQによって公職追放となったことや、病魔に倒れた悲運に対する同情が集まり、民主党の候補者に票が集まった。
本総選挙においてNHK（日本放送協会）は、初めてテレビによる総選挙開票速報を行った。また開局から1年半の日本テレビも開票速報を初めて実施した。

## 選挙データ

### 内閣
- 選挙時：第1次鳩山内閣（第52代）
  - 内閣総理大臣：鳩山一郎（日本民主党総裁）
  - 与党：日本民主党
- 選挙後：第2次鳩山内閣（第53代）
  - 内閣総理大臣：鳩山一郎（日本民主党総裁）
  - 与党：日本民主党

### 解散日
- 1955年（昭和30年）1月24日

### 解散名
- 天の声解散

### 公示日
- 1955年（昭和30年）2月1日

### 投票日
- 1955年（昭和30年）2月27日

### 改選数
- 467（ 1）

### 選挙制度
- 中選挙区制
  - 3人区：40
  - 4人区：39
  - 5人区：38
- 小選挙区制
  - 1人区：01

奄美群島が1953年12月に米国より日本へ返還されたことに伴い、この選挙の前年（1954年）に新設された奄美群島選挙区（定数1）において補欠選挙が実施されている（1回目の投票では8名の立候補者全員が有効投票総数の25％に達しなかったため、再選挙を実施）。同選挙区は1992年の公職選挙法改正で鹿児島1区へ編入されるまでの約40年間、中選挙区制度下における唯一の小選挙区であった。
投票方法
秘密投票、単記投票、1票制
選挙権
満20歳以上の日本国民
被選挙権
満25歳以上の日本国民
有権者数
49,235,375（男性：23,556,833　女性：25,678,542）

### 同日実施の選挙等
国民投票
- 最高裁判所裁判官国民審査

## 選挙活動

### 党派別立候補者数
| 党派                                           | 党派               | 計    | 内訳 | 内訳 | 内訳 | 男性 | 女性 | 公示前 |
| 党派                                           | 党派               | 計    | 前   | 元   | 新   | 男性 | 女性 | 公示前 |
| ---------------------------------------------- | ------------------ | ----- | ---- | ---- | ---- | ---- | ---- | ------ |
|                                                | 日本民主党         | 286   | 125  | 99   | 62   | 283  | 3    | 124    |
|                                                | 自由党             | 248   | 171  | 52   | 25   | 246  | 2    | 180    |
|                                                | 日本社会党（左派） | 121   | 72   | 6    | 43   | 119  | 2    | 74     |
|                                                | 日本社会党（右派） | 122   | 60   | 19   | 43   | 115  | 7    | 61     |
|                                                | 労働者農民党       | 16    | 5    | 2    | 9    | 15   | 1    | 5      |
|                                                | 日本共産党         | 60    | 1    | 15   | 44   | 58   | 2    | 1      |
|                                                | 諸派               | 37    | 7    | 3    | 27   | 36   | 1    | 1      |
|                                                | 無所属             | 127   | 4    | 17   | 106  | 122  | 5    | 10     |
| 合計                                           | 合計               | 1,017 | 445  | 213  | 359  | 994  | 23   | 456    |
| 出典：『朝日選挙大観』『北國新聞データベース』 |                    |       |      |      |      |      |      |        |

## 選挙結果

### 党派別獲得議席
| 党派                                                    | 党派                     | 党派                     | 議席数 | 増減      | 得票数     | 得票率 | 公示前 |
| ------------------------------------------------------- | ------------------------ | ------------------------ | ------ | --------- | ---------- | ------ | ------ |
| 与党                                                    | 与党                     | 与党                     | 185    | 061       | 13,536,043 | 36.57% | 124    |
|                                                         |                          | 日本民主党               | 185    | 061       | 13,536,043 | 36.57% | 124    |
| 野党・無所属                                            | 野党・無所属             | 野党・無所属             | 282    | 050       | 23,478,789 | 63.43% | 332    |
|                                                         |                          | 自由党                   | 112    | 068       | 9,849,457  | 26.61% | 180    |
|                                                         | 日本社会党（左派）       | 89                       | 015    | 5,683,312 | 15.35%     | 74     |        |
|                                                         | 日本社会党（右派）       | 67                       | 006    | 5,129,593 | 13.86%     | 61     |        |
|                                                         | 労働者農民党             | 4                        | 001    | 357,611   | 0.97%      | 5      |        |
|                                                         | 日本共産党               | 2                        | 001    | 733,121   | 1.98%      | 1      |        |
|                                                         | 諸派                     | 2                        | 001    | 496,614   | 1.34%      | 1      |        |
|                                                         | 無所属                   | 6                        | 004    | 1,229,081 | 3.32%      | 10     |        |
|                                                         | 欠員                     | 欠員                     | 0      | 011       | -          | -      | 11     |
| 総計                                                    | 総計                     | 総計                     | 467    | 増減なし  | 37,014,832 | 100.0% | 467    |
| 有効票数（有効率）                                      | 有効票数（有効率）       | 有効票数（有効率）       | -      | -         | 37,014,832 | 99.13% | -      |
| 無効票・白票数（無効率）                                | 無効票・白票数（無効率） | 無効票・白票数（無効率） | -      | -         | 323,189    | 0.87%  | -      |
| 投票者数（投票率）                                      | 投票者数（投票率）       | 投票者数（投票率）       | -      | -         | 37,338,021 | 75.84% | -      |
| 棄権者数（棄権率）                                      | 棄権者数（棄権率）       | 棄権者数（棄権率）       | -      | -         | 11,897,354 | 24.16% | -      |
| 有権者数                                                | 有権者数                 | 有権者数                 | -      | -         | 49,235,375 | 100.0% | -      |
| 出典：総務省統計局 戦後主要政党の変遷と国会内勢力の推移 |                          |                          |        |           |            |        |        |

投票率：75.84%（前回比： 1.62%）
【男性：79.95%（前回比： 1.60％）　女性：72.06%（前回比： 1.62%）】

### 党派別当選者内訳
| 党派                   | 計  | 内訳 | 内訳 | 内訳 | 男性 | 女性 |
| 党派                   | 計  | 前   | 元   | 新   | 男性 | 女性 |
| ---------------------- | --- | ---- | ---- | ---- | ---- | ---- |
| 日本民主党             | 185 | 101  | 62   | 22   | 185  | 0    |
| 自由党                 | 112 | 81   | 25   | 6    | 111  | ０   |
| 日本社会党（左派）     | 89  | 68   | 4    | 17   | 87   | ０   |
| 日本社会党（右派）     | 67  | 50   | 9    | 8    | 63   | ０   |
| 労働者農民党           | 4   | 3    | 1    | 0    | 4    | 0    |
| 日本共産党             | 2   | 1    | 1    | 0    | 2    | 0    |
| 諸派                   | 2   | 2    | 0    | 0    | 1    | ０   |
| 無所属                 | 6   | 2    | 2    | 2    | 6    | 0    |
| 合計                   | 467 | 308  | 104  | 55   | 458  | ０   |
| 出典：『朝日選挙大観』 |     |      |      |      |      |      |

## 政党
| 日本民主党：185議席 総裁：鳩山一郎 副総裁 ：重光葵 幹事長 ：岸信介 総務会長 ：三木武吉 政務調査会長 ：松村謙三 最高委員 ：芦田均 石橋湛山 大麻唯男 苫米地義三 星島二郎 参議院議員会長：苫米地義三（兼） | | |
| 自由党：112議席 総裁：緒方竹虎 幹事長 ：石井光次郎 総務会長 ：大野伴睦 政務調査会長 ：水田三喜男 参議院議員会長：松野鶴平                                                                               | 日本社会党（左派）：89議席 委員長：鈴木茂三郎 書記長 ：和田博雄 政策審議会長 ：横路節雄 国会対策委員長：赤松勇 | 日本社会党（右派）：67議席 委員長：河上丈太郎 書記長 ：浅沼稲次郎 政策審議会長 ：水谷長三郎 国会対策委員長：三宅正一 |
| 労働者農民党：4議席 主席：黒田寿男 書記長：中原健次 | 日本共産党：2議席 書記長：徳田球一                                                                             | |

諸派：2議席
- 2議席（1団体）

新党同志会：山下春江（福島2区）、堤康次郎（滋賀全県区）

## 議員

### 当選者
日本民主党   自由党   日本社会党（左派）   日本社会党（右派）   労働者農民党   日本共産党   諸派   無所属 
| 北海道   | 1区  | 横路節雄     | 椎熊三郎   | 正木清       | 薄田美朝     | 町村金五   | 2区  | 松浦周太郎 | 芳賀貢       | 佐々木秀世     | 林唯義     |            |
| 北海道   | 3区  | 平塚常次郎   | 田中正巳   | 川村善八郎   |              |            | 4区  | 渡辺惣蔵   | 小平忠       | 南条徳男       | 岡田春夫   | 篠田弘作   |
| 北海道   | 5区  | 永井勝次郎   | 森三樹二   | 本名武       | 松田鉄蔵     | 伊藤郷一   |      |            |              |                |            |            |
| 青森県   | 1区  | 淡谷悠蔵     | 三浦一雄   | 夏堀源三郎   | 小笠原八十美 |            | 2区  | 木村文男   | 楠美省吾     | 竹内俊吉       |            |            |
| 岩手県   | 1区  | 田子一民     | 野原正勝   | 中居英太郎   | 鈴木善幸     |            | 2区  | 小沢佐重喜 | 志賀健次郎   | 北山愛郎       | 椎名悦三郎 |            |
| 宮城県   | 1区  | 保科善四郎   | 菊地養之輔 | 佐々木更三   | 愛知揆一     | 竹谷源太郎 | 2区  | 大石武一   | 村松久義     | 日野吉夫       | 内海安吉   |            |
| 秋田県   | 1区  | 石田博英     | 須磨弥吉郎 | 石山権作     | 細野三千雄   |            | 2区  | 笹山茂太郎 | 根本龍太郎   | 川俣清音       | 齋藤憲三   |            |
| 山形県   | 1区  | 松浦東介     | 黒金泰美   | 西村力弥     | 鹿野彦吉     |            | 2区  | 池田正之輔 | 加藤精三     | 上林与市郎     | 松沢雄蔵   |            |
| 福島県   | 1区  | 八百板正     | 鈴木周次郎 | 粟山博       | 田中利勝     |            | 2区  | 助川良平   | 鈴木義男     | 平田ヒデ       | 山下春江   | 八田貞義   |
| 福島県   | 3区  | 高木松吉     | 松井政吉   | 鈴木直人     |              |            |      |            |              |                |            |            |
| 茨城県   | 1区  | 加藤高蔵     | 中山栄一   | 大久保留次郎 | 橋本登美三郎 |            | 2区  | 石野久男   | 大高康       | 塚原俊郎       |            |            |
| 茨城県   | 3区  | 赤城宗徳     | 風見章     | 山本粂吉     | 細田綱吉     | 北沢直吉   |      |            |              |                |            |            |
| 栃木県   | 1区  | 森山欽司     | 船田中     | 高瀬伝       | 野沢清人     | 戸叶里子   | 2区  | 森下國雄   | 小平久雄     | 山口好一       | 山田長司   | 神田大作   |
| 群馬県   | 1区  | 茜ケ久保重光 | 五十嵐吉蔵 | 藤枝泉介     |              |            | 2区  | 長谷川四郎 | 福井盛太     | 笹本一雄       |            |            |
| 群馬県   | 3区  | 中曽根康弘   | 福田赳夫   | 武藤運十郎   | 栗原俊夫     |            |      |            |              |                |            |            |
| 埼玉県   | 1区  | 松永東       | 福永健司   | 川島金次     | 井堀繁雄     |            | 2区  | 平岡忠次郎 | 松山義雄     | 横川重次       |            |            |
| 埼玉県   | 3区  | 杉村沖治郎   | 荒舩清十郎 | 阿左美広治   |              |            | 4区  | 山本勝市   | 古島義英     | 青木正         |            |            |
| 千葉県   | 1区  | 川島正次郎   | 吉川兼光   | 臼井荘一     | 横銭重吉     |            | 2区  | 山村新治郎 | 椎名隆       | 小川豊明       | 竹尾弌     |            |
| 千葉県   | 3区  | 千葉三郎     | 中村庸一郎 | 水田三喜男   | 森清         | 福井順一   |      |            |              |                |            |            |
| 神奈川県 | 1区  | 米田吉盛     | 飛鳥田一雄 | 門司亮       | 松尾トシ子   |            | 2区  | 小泉純也   | 志村茂治     | 野田武夫       | 山本正一   |            |
| 神奈川県 | 3区  | 河野一郎     | 片山哲     | 森島守人     | 安藤覚       | 小金義照   |      |            |              |                |            |            |
| 山梨県   | 全県 | 堀内一雄     | 荻野豊平   | 小林信一     | 古屋貞雄     | 内田常雄   |      |            |              |                |            |            |
| 東京都   | 1区  | 鳩山一郎     | 安藤正純   | 原彪         | 浅沼稲次郎   |            | 2区  | 松岡駒吉   | 菊池義郎     | 宇都宮徳馬     |            |            |
| 東京都   | 3区  | 広川弘禅     | 鈴木茂三郎 | 三輪寿壮     |              |            | 4区  | 花村四郎   | 帆足計       | 岡崎英城       |            |            |
| 東京都   | 5区  | 中村梅吉     | 神近市子   | 河野密       | 浜野清吾     |            | 6区  | 島上善五郎 | 林博         | 島村一郎       | 真鍋儀十   | 山口シヅエ |
| 東京都   | 7区  | 並木芳雄     | 中村高一   | 山花秀雄     | 木崎茂男     | 福田篤泰   |      |            |              |                |            |            |
| 新潟県   | 1区  | 大島秀一     | 桜井奎夫   | 北昤吉       |              |            | 2区  | 石田宥全   | 高岡大輔     | 渡辺良夫       | 稲葉修     |            |
| 新潟県   | 3区  | 稲村隆一     | 田中角栄   | 大野市郎     | 亘四郎       | 三宅正一   | 4区  | 田中彰治   | 塚田十一郎   | 猪俣浩三       |            |            |
| 富山県   | 1区  | 三鍋義三     | 松岡松平   | 佐伯宗義     |              |            | 2区  | 松村謙三   | 内藤友明     | 正力松太郎     |            |            |
| 石川県   | 1区  | 辻政信       | 岡良一     | 徳田與吉郎   |              |            | 2区  | 益谷秀次   | 大森玉木     | 南好雄         |            |            |
| 福井県   | 全県 | 奥村又十郎   | 薩摩雄次   | 植木庚子郎   | 堂森芳夫     |            |      |            |              |                |            |            |
| 長野県   | 1区  | 小坂善太郎   | 西村彰一   | 倉石忠雄     |              |            | 2区  | 松平忠久   | 井出一太郎   | 小山亮         |            |            |
| 長野県   | 3区  | 宮沢胤勇     | 中島巌     | 原茂         | 吉川久衛     |            | 4区  | 下平正一   | 唐沢俊樹     | 植原悦二郎     |            |            |
| 岐阜県   | 1区  | 大野伴睦     | 野田卯一   | 山本幸一     | 大橋忠一     | 三田村武夫 | 2区  | 牧野良三   | 平野三郎     | 纐纈弥三       | 楯兼次郎   |            |
| 静岡県   | 1区  | 高見三郎     | 神田博     | 戸塚九一郎   | 下川儀太郎   | 西村直己   | 2区  | 石橋湛山   | 遠藤三郎     | 勝間田清一     | 久保田豊   | 畠山鶴吉   |
| 静岡県   | 3区  | 竹山祐太郎   | 太田正孝   | 長谷川保     | 足立篤郎     |            |      |            |              |                |            |            |
| 愛知県   | 1区  | 赤松勇       | 横井太郎   | 横山利秋     | 春日一幸     | 加藤鐐五郎 | 2区  | 加藤清二   | 久野忠治     | 早稲田柳右衛門 | 丹羽兵助   |            |
| 愛知県   | 3区  | 江崎真澄     | 河野金昇   | 佐藤観次郎   |              |            | 4区  | 伊藤好道   | 小笠原三九郎 | 永田安太郎     | 中垣國男   |            |
| 愛知県   | 5区  | 杉浦武雄     | 穂積七郎   | 八木一郎     |              |            |      |            |              |                |            |            |
| 三重県   | 1区  | 川崎秀二     | 山手満男   | 中井徳次郎   | 田中久雄     | 木村俊夫   | 2区  | 長井源     | 田中幾三郎   | 田村元         | 浜地文平   |            |
| 滋賀県   | 全県 | 堤康次郎     | 矢尾喜三郎 | 今井耕       | 草野一郎平   | 小林郁     |      |            |              |                |            |            |
| 京都府   | 1区  | 水谷長三郎   | 小川半次   | 加賀田進     | 中村三之丞   | 田中伊三次 | 2区  | 芦田均     | 前尾繁三郎   | 岡本隆一       | 川崎末五郎 | 柳田秀一   |
| 大阪府   | 1区  | 菅野和太郎   | 野原覚     | 志賀義雄     | 大矢省三     |            | 2区  | 井岡大治   | 川上貫一     | 中山マサ       | 西尾末広   |            |
| 大阪府   | 3区  | 高碕達之助   | 松原喜之次 | 井上良二     | 浅香忠雄     |            | 4区  | 大倉三郎   | 久保田鶴松   | 杉山元治郎     | 古川丈吉   |            |
| 大阪府   | 5区  | 松田竹千代   | 小西寅松   | 西村栄一     |              |            |      |            |              |                |            |            |
| 兵庫県   | 1区  | 河上丈太郎   | 首藤新八   | 五島虎雄     |              |            | 2区  | 山口丈太郎 | 山下栄二     | 永田亮一       | 原健三郎   | 前田房之助 |
| 兵庫県   | 3区  | 渡海元三郎   | 吉田賢一   | 田中武夫     |              |            | 4区  | 清瀬一郎   | 大西正道     | 河本敏夫       | 小畑虎之助 |            |
| 兵庫県   | 5区  | 佐々木良作   | 有田喜一   | 小島徹三     |              |            |      |            |              |                |            |            |
| 奈良県   | 全県 | 植村武一     | 八木一男   | 仲川房次郎   | 前田正男     | 伊瀬幸太郎 |      |            |              |                |            |            |
| 和歌山県 | 1区  | 山口喜久一郎 | 田中織之進 | 坊秀男       |              |            | 2区  | 早川崇     | 辻原弘市     | 世耕弘一       |            |            |
| 鳥取県   | 全県 | 古井喜実     | 足鹿覚     | 赤沢正道     | 徳安実蔵     |            |      |            |              |                |            |            |
| 島根県   | 全県 | 櫻内義雄     | 山本利寿   | 大橋武夫     | 中村英男     | 中崎敏     |      |            |              |                |            |            |
| 岡山県   | 1区  | 亀山孝一     | 大村清一   | 和田博雄     | 逢沢寛       | 小枝一雄   | 2区  | 星島二郎   | 橋本龍伍     | 犬養健         | 中原健次   | 山崎始男   |
| 広島県   | 1区  | 松本瀧藏     | 灘尾弘吉   | 佐竹新市     |              |            | 2区  | 池田勇人   | 中川俊思     | 松本俊一       | 前田栄之助 |            |
| 広島県   | 3区  | 高津正道     | 永山忠則   | 高橋禎一     | 高橋等       | 重政誠之   |      |            |              |                |            |            |
| 山口県   | 1区  | 周東英雄     | 田中龍夫   | 今澄勇       | 細迫兼光     |            | 2区  | 佐藤栄作   | 岸信介       | 高村坂彦       | 受田新吉   | 石村英雄   |
| 徳島県   | 全県 | 三木武夫     | 秋田大助   | 阿部五郎     | 小笠公韶     | 生田宏一   |      |            |              |                |            |            |
| 香川県   | 1区  | 藤本捨助     | 成田知巳   | 三木武吉     |              |            | 2区  | 加藤常太郎 | 田万広文     | 大平正芳       |            |            |
| 愛媛県   | 1区  | 中村時雄     | 菅太郎     | 関谷勝利     |              |            | 2区  | 砂田重政   | 安平鹿一     | 越智茂         |            |            |
| 愛媛県   | 3区  | 今松治郎     | 山本友一   | 井谷正吉     |              |            |      |            |              |                |            |            |
| 高知県   | 全県 | 吉田茂       | 宇田耕一   | 佐竹晴記     | 森本靖       | 林譲治     |      |            |              |                |            |            |
| 福岡県   | 1区  | 緒方竹虎     | 河野正     | 福田昌子     | 中村寅太     | 熊谷憲一   | 2区  | 淵上房太郎 | 多賀谷真稔   | 松本七郎       | 青野武一   | 伊藤卯四郎 |
| 福岡県   | 3区  | 楢橋渡       | 田中稔男   | 石井光次郎   | 稲富稜人     | 山崎巌     | 4区  | 田原春次   | 有馬英治     | 滝井義高       | 池田禎治   |            |
| 佐賀県   | 全県 | 保利茂       | 八木昇     | 井手以誠     | 真崎勝次     | 大坪保雄   |      |            |              |                |            |            |
| 長崎県   | 1区  | 木原津與志   | 今村等     | 馬場元治     | 中嶋太郎     | 田口長治郎 | 2区  | 北村徳太郎 | 石橋政嗣     | 白浜仁吉       | 綱島正興   |            |
| 熊本県   | 1区  | 石坂繁       | 松前重義   | 大麻唯男     | 松野頼三     | 坂本泰良   | 2区  | 園田直     | 川村継義     | 福永一臣       | 吉田重延   | 坂田道太   |
| 大分県   | 1区  | 広瀬正雄     | 木下哲     | 一万田尚登   | 村上勇       |            | 2区  | 野依秀市   | 重光葵       | 小松幹         |            |            |
| 宮崎県   | 1区  | 片島港       | 川野芳満   | 相川勝六     |              |            | 2区  | 伊東岩男   | 小山長規     | 瀬戸山三男     |            |            |
| 鹿児島県 | 1区  | 床次徳二     | 赤路友蔵   | 原捨思       | 上林山栄吉   |            | 2区  | 小牧次生   | 池田清志     | 中馬辰猪       |            |            |
| 鹿児島県 | 3区  | 有馬輝武     | 山中貞則   | 二階堂進     |              |            | 奄美 | 伊東隆治   |              |                |            |            |

#### 補欠当選等
自由民主党   日本社会党   日本社会党（右派） 
| 年                   | 月日  | 選挙区     | 選出       | 新旧別     | 当選者     | 所属党派   | 欠員         | 所属党派           | 欠員事由                |
| -------------------- | ----- | ---------- | ---------- | ---------- | ---------- | ---------- | ------------ | ------------------ | ----------------------- |
| 1955                 | 4.28  | 兵庫4区    | 繰上補充   | 元         | 堀川恭平   | 自由党     | 小畑虎之助   | 日本民主党         | 1955.4.20死去           |
| 1955                 | 5.19  | 愛知4区    | 繰上補充   | 元         | 小林錡     | 自由党     | 永田安太郎   | 日本民主党         | 1955.5.13死去           |
| 1955                 | 6.2   | 岩手1区    | 繰上補充   | 元         | 山本猛夫   | 日本民主党 | 野原正勝     | 日本民主党         | 1955.5.23被選挙資格喪失 |
| 1955                 | -     | 秋田1区    | （未実施） | （未実施） | （未実施） | （未実施） | 細野三千雄   | 日本社会党（右派） | 1955.6.25死去           |
| 1955                 | -     | 東京1区    | （未実施） | （未実施） | （未実施） | （未実施） | 安藤正純     | 日本民主党         | 1955.10.14死去          |
| 1955                 | -     | 埼玉3区    | （未実施） | （未実施） | （未実施） | （未実施） | 杉村沖治郎   | 日本社会党         | 1955.10.17死去          |
| 1956                 | 11.22 | 福岡1区    | 補欠選挙   | 元         | 簡牛凡夫   | 自由民主党 | 緒方竹虎     | 自由民主党         | 1956.1.28死去           |
| 1956                 | 11.22 | 福岡1区    | 補欠選挙   | 元         | 中島茂喜   | 自由民主党 | 熊谷憲一     | 自由民主党         | 1956.10.9死去           |
| 1956                 | -     | 埼玉1区    | （未実施） | （未実施） | （未実施） | （未実施） | 川島金次     | 日本社会党         | 1956.3.26死去           |
| 1956                 | -     | 香川1区    | （未実施） | （未実施） | （未実施） | （未実施） | 三木武吉     | 自由民主党         | 1956.7.4死去            |
| 1956                 | -     | 東京3区    | （未実施） | （未実施） | （未実施） | （未実施） | 三輪寿壮     | 日本社会党         | 1956.11.14死去          |
| 1956                 | -     | 愛知4区    | （未実施） | （未実施） | （未実施） | （未実施） | 伊藤好道     | 日本社会党         | 1956.12.10死去          |
| 1956                 | -     | 青森1区    | （未実施） | （未実施） | （未実施） | （未実施） | 小笠原八十美 | 自由民主党         | 1956.12.27死去          |
| 1957                 | 9.3   | 福島1区    | 再選挙     | 新         | 小松信太郎 | 日本社会党 | 鈴木周次郎   | 自由民主党         | 1957.7.25当選無効       |
| 1957                 | -     | 大分2区    | （未実施） | （未実施） | （未実施） | （未実施） | 重光葵       | 自由民主党         | 1957.1.26死去           |
| 1957                 | -     | 熊本1区    | （未実施） | （未実施） | （未実施） | （未実施） | 大麻唯男     | 自由民主党         | 1957.2.20死去           |
| 1957                 | -     | 奈良全県区 | （未実施） | （未実施） | （未実施） | （未実施） | 仲川房次郎   | 自由民主党         | 1957.6.6死去            |
| 1957                 | -     | 福島3区    | （未実施） | （未実施） | （未実施） | （未実施） | 鈴木直人     | 自由民主党         | 1957.9.20死去           |
| 1957                 | -     | 高知全県区 | （未実施） | （未実施） | （未実施） | （未実施） | 宇田耕一     | 自由民主党         | 1957.12.30死去          |
| 1958                 | 2.9   | 愛媛2区    | 補欠選挙   | 新         | 羽藤栄市   | 日本社会党 | 越智茂       | 自由民主党         | 1957.9.10死去           |
| 1958                 | 2.9   | 愛媛2区    | 補欠選挙   | 新         | 井原岸高   | 自由民主党 | 砂田重政     | 自由民主党         | 1957.12.27死去          |
| 1958                 | -     | 千葉2区    | （未実施） | （未実施） | （未実施） | （未実施） | 竹尾弌       | 自由民主党         | 1958.2.8死去            |
| 1958                 | -     | 愛知3区    | （未実施） | （未実施） | （未実施） | （未実施） | 河野金昇     | 自由民主党         | 1958.3.29死去           |
| 出典：戦後の補欠選挙 |       |            |            |            |            |            |              |                    |                         |

### 初当選
計55名
○：貴族院議員経験者
●：参議院議員経験者
日本民主党
22名
- 林唯義　　（北海道2区）
- 椎名悦三郎（岩手2区）
- 保科善四郎（宮城1区）
- 松沢雄蔵　（山形2区）
- 椎名隆　　（千葉2区）

- 岡崎英城　（東京4区）
- 林博　　　（東京6区）
- 木崎茂男　（東京7区）
- 徳田與吉郎（石川1区）
- 唐沢俊樹　（長野4区）○

- 纐纈弥三　（岐阜2区）
- 横井太郎　（愛知1区）
- 丹羽兵助　（愛知2区）
- 永田安太郎（愛知4区）
- 草野一郎平（滋賀全県区）

- 高碕達之助（大阪3区）
- 渡海元三郎（兵庫3区）
- 亀山孝一　（岡山1区）
- 松本俊一　（広島2区）
- 高村坂彦　（山口2区）

- 一万田尚登（大分1区）
- 伊東隆治　（奄美選挙区）

自由党
6名
- 田中正巳　（北海道3区）
- 愛知揆一　（宮城1区）●
- 八田貞義　（福島2区）
- 田村元　　（三重2区）
- 小林郁　　（滋賀全県区）
- 大坪保雄　（佐賀全県区）

日本社会党（左派）
17名
- 茜ケ久保重光（群馬1区）
- 栗原俊夫　（群馬3区）
- 横銭重吉　（千葉1区）
- 森島守人　（神奈川3区）
- 石田宥全　（新潟2区）

- 稲村隆一[注釈 4]（新潟3区）
- 下平正一　（長野4区）
- 横山利秋　（愛知1区）
- 岡本隆一　（京都2区）
- 井岡大治　（大阪2区）

- 五島虎雄　（兵庫1区）
- 田中武夫　（兵庫3区）
- 森本靖　　（高知全県区）
- 河野正　　（福岡1区）
- 八木昇　　（佐賀全県区）

- 石橋政嗣　（長崎2区）
- 有馬輝武　（鹿児島3区）

日本社会党（右派）
8名
- 田中利勝　（福島1区）
- 平田ヒデ　（福島2区）
- 神田大作　（栃木2区）
- 西村彰一　（長野1区）
- 中島巌　　（長野3区）
- 佐々木良作（兵庫5区）●
- 木下哲　　（大分1区）
- 小牧次生　（鹿児島2区）

無所属
2名
- 正力松太郎（富山2区）○
- 古川丈吉　（大阪4区）

### 返り咲き・復帰
計104名
日本民主党
62名
- 佐々木秀世（北海道2区）
- 平塚常次郎（北海道3区）
- 竹内俊吉　（青森2区）
- 野原正勝　（岩手1区）
- 大石武一　（宮城2区）
- 村松久義　（宮城2区）
- 笹山茂太郎（秋田2区）
- 松浦東介　（山形1区）
- 鈴木周次郎（福島1区）
- 中山栄一　（茨城1区）
- 大久保留次郎（茨城1区）
- 山本粂吉　（茨城3区）
- 森山欽司　（栃木1区）

- 森下國雄　（栃木2区）
- 古島義英　（埼玉4区）
- 米田吉盛　（神奈川1区）
- 野田武夫　（神奈川2区）
- 山本正一　（神奈川2区）
- 堀内一雄　（山梨全県区）
- 荻野豊平　（山梨全県区）
- 広川弘禅　（東京3区）
- 浜野清吾　（東京5区）
- 真鍋儀十　（東京6区）
- 高岡大輔　（新潟2区）
- 松岡松平　（富山1区）
- 大森玉木　（石川2区）

- 薩摩雄次　（福井全県区）
- 宮沢胤勇　（長野3区）
- 植原悦二郎（長野4区）
- 三田村武夫（岐阜1区）
- 牧野良三　（岐阜2区）
- 高見三郎　（静岡1区）
- 杉浦武雄　（愛知5区）
- 長井源　　（三重2区）
- 小川半次　（京都1区）
- 川崎末五郎（京都2区）
- 菅野和太郎（大阪1区）
- 大倉三郎　（大阪4区）

- 前田房之助（兵庫2区）
- 清瀬一郎　（兵庫4区）
- 小畑虎之助（兵庫4区）
- 植村武一　（奈良全県区）
- 早川崇　　（和歌山2区）
- 山本利寿　（島根全県区）
- 松本瀧藏　（広島1区）
- 重政誠之　（広島3区）
- 秋田大助　（徳島全県区）
- 藤本捨助　（香川1区）
- 菅太郎　　（愛媛1区）
- 砂田重政　（愛媛2区）

- 今松治郎　（愛媛3区）
- 宇田耕一　（高知全県区）
- 中村寅太　（福岡1区）
- 淵上房太郎（福岡2区）
- 楢橋渡　　（福岡3区）
- 有馬英治　（福岡4区）
- 真崎勝次　（佐賀全県区）
- 北村徳太郎（長崎2区）
- 石坂繁　　（熊本1区）
- 野依秀市　（大分2区）
- 原捨思　　（鹿児島1区）
- 上林山栄吉（鹿児島1区）

自由党
25名
- 薄田美朝　（北海道1区）
- 小笠原八十美（青森1区）
- 鹿野彦吉　（山形1区）
- 鈴木直人　（福島3区）
- 北沢直吉　（茨城3区）

- 野沢清人　（栃木1区）
- 福井盛太　（群馬2区）
- 横川重次　（埼玉2区）
- 福井順一　（千葉3区）
- 内田常雄　（山梨全県区）

- 大島秀一　（新潟1区）
- 大野市郎　（新潟3区）
- 奥村又十郎（福井全県区）
- 神田博　　（静岡1区）
- 畠山鶴吉　（静岡2区）

- 太田正孝　（静岡3区）
- 江崎真澄　（愛知3区）
- 中垣國男　（愛知4区）
- 永山忠則　（広島3区）
- 周東英雄　（山口1区）

- 福永一臣　（熊本2区）
- 川野芳満　（宮崎1区）
- 小山長規　（宮崎2区）
- 中馬辰猪　（鹿児島2区）
- 二階堂進　（鹿児島3区）

日本社会党（左派）
4名
- 渡辺惣蔵　（北海道4区）
- 坂本泰良　（熊本1区）
- 川村継義　（熊本2区）
- 小松幹　　（大分2区）

日本社会党（右派）
9名
- 菊地養之輔（宮城1区）
- 細田綱吉　（茨城3区）
- 松尾トシ子（神奈川1区）
- 松岡駒吉　（東京2区）
- 堂森芳夫　（福井全県区）
- 田万広文　（香川2区）
- 松本七郎　（福岡2区）
- 田原春次　（福岡4区）
- 今村等　　（長崎1区）

労働者農民党
1名
- 石野久男　（茨城2区）

日本共産党
1名
- 志賀義雄　（大阪1区）

無所属
2名
- 阿左美広治（埼玉3区）
- 小山亮　　（長野2区）

### 引退・不出馬
計11名
日本民主党
1名
- 古屋菊男　（山梨全県区）

自由党
7名
- 松岡俊三[注釈 5]（山形2区）
- 佐藤善一郎（福島1区）
- 内田信也　（茨城1区）
- 土倉宗明　（富山2区）
- 坪川信三　（福井全県区）
- 麻生太賀吉（福岡2区）
- 林信雄　　（福岡4区）

日本社会党（左派）
2名
- 稲村順三[注釈 6]（新潟3区）
- 萩元たけ子（長野4区）

日本社会党（右派）
1名
- 木下郁　　（大分1区）

### 落選
計137名
日本民主党
24名
- 栗田英男　（栃木2区）
- 松崎朝治　（埼玉3区）
- 始関伊平　（千葉1区）
- 小高熹郎　（千葉3区）
- 鈴木仙八　（東京5区）

- 佐藤芳男　（新潟2区）
- 喜多壯一郎（石川2区）
- 柳原三郎　（岐阜1区）
- 佐藤虎次郎（静岡1区）
- 神戸眞　　（愛知2区）

- 鈴木幹雄　（愛知3区）
- 田中好　　（京都2区）
- 小林絹治　（兵庫3区）
- 岡本忠雄　（広島3区）
- 岡田勢一　（徳島全県区）

- 福田繁芳　（香川2区）
- 武知勇記　（愛媛1区）
- 村瀬宣親　（愛媛2区）
- 高橋英吉　（愛媛3区）
- 荒木万寿夫（福岡3区）

- 館林三喜男（佐賀全県区）
- 藤田義光　（熊本1区）
- 吉田安　　（熊本2区）
- 甲斐政治　（宮崎1区）

自由党
90名
- 苫米地英俊（北海道1区）
- 玉置信一　（北海道2区）
- 武田信之助（北海道2区）
- 山崎岩男　（青森1区）
- 三和精一　（青森2区）
- 高田弥市　（岩手2区）
- 本間俊一　（宮城1区）
- 庄司一郎　（宮城1区）
- 長谷川峻　（宮城2区）
- 飯塚定輔　（秋田2区）
- 牧野寛索　（山形1区）
- 木村武雄　（山形1区）
- 加藤宗平　（福島1区）
- 菅家喜六　（福島2区）
- 関内正一　（福島3区）
- 葉梨新五郎（茨城1区）
- 山崎猛　　（茨城2区）
- 佐藤洋之助（茨城3区）

- 丹羽喬四郎（茨城3区）
- 尾関義一　（栃木1区）
- 佐藤親弘　（栃木2区）
- 松井豊吉　（群馬2区）
- 小峰柳多　（群馬3区）
- 山口六郎次（埼玉2区）
- 佐瀬昌三　（埼玉4区）
- 寺島隆太郎（千葉2区）
- 三浦寅之助（神奈川1区）
- 岡崎勝男　（神奈川3区）
- 鈴木正文　（山梨全県区）
- 安井大吉　（東京3区）
- 天野公義　（東京6区）
- 津雲国利　（東京7区）
- 鍛冶良作　（富山1区）
- 坂田英一　（石川1区）
- 福田一　　（福井全県区）
- 羽田武嗣郎（長野2区）

- 小川平二　（長野3区）
- 増田甲子七（長野4区）
- 降旗徳弥　（長野4区）
- 岡村利右衛門（岐阜2区）
- 塩原時三郎（静岡1区）
- 山田弥一　（静岡2区）
- 中村幸八　（静岡3区）
- 辻寛一　　（愛知1区）
- 田嶋好文　（愛知1区）
- 小林錡　　（愛知4区）
- 福井勇　　（愛知5区）
- 中村清　　（三重2区）
- 中川源一郎（京都1区）
- 岡野清豪　（大阪1区）
- 有田二郎　（大阪1区）
- 押谷富三　（大阪2区）
- 原田憲　　（大阪3区）
- 田中萬逸　（大阪4区）

- 松永仏骨　（大阪4区）
- 中井一夫　（兵庫1区）
- 富田健治　（兵庫2区）
- 岡田五郎　（兵庫3区）
- 堀川恭平　（兵庫4区）
- 大上司　　（兵庫4区）
- 佐々木盛雄（兵庫5区）
- 秋山利恭　（奈良全県区）
- 田淵光一　（和歌山2区）
- 高橋円三郎（島根全県区）
- 岸田正記　（広島1区）
- 宮原幸三郎（広島2区）
- 船越弘　　（広島3区）
- 吉武恵市　（山口1区）
- 青柳一郎　（山口2区）
- 大西禎夫　（香川1区）
- 浜田幸雄　（高知全県区）
- 長野長広　（高知全県区）

- 岡部得三　（福岡2区）
- 平井義一　（福岡4区）
- 三池信　　（佐賀全県区）
- 江藤夏雄　（佐賀全県区）
- 本多市郎　（長崎1区）
- 西村久之　（長崎2区）
- 大久保武雄（熊本1区）
- 上塚司　　（熊本2区）
- 金光庸夫　（大分1区）
- 福田喜東　（大分2区）
- 西村英一　（大分2区）
- 持永義夫　（宮崎2区）
- 迫水久常　（鹿児島1区）
- 池田清　　（鹿児島1区）
- 尾崎末吉　（鹿児島2区）
- 岩川与助　（鹿児島3区）
- 永田良吉　（鹿児島3区）
- 保岡武久　（奄美選挙区）

日本社会党（左派）
4名
- 山中日露史（北海道4区）
- 柴田義男　（岩手1区）
- 黒沢幸一　（栃木1区）
- 斎木重一　（福井全県区）

日本社会党（右派）
10名
- 土井直作　（神奈川2区）
- 加藤勘十　（東京2区）
- 井伊誠一　（新潟2区）
- 小林進　　（新潟3区）
- 中沢茂一　（長野1区）

- 加藤鐐造　（岐阜2区）
- 堤ツルヨ　（滋賀全県区）
- 大石ヨシエ（京都2区）
- 長正路　　（福岡1区）
- 辻文雄　　（長崎2区）

労働者農民党
2名
- 館俊三　　（北海道3区）
- 黒田寿男　（岡山1区）

諸派
5名
- 只野直三郎（宮城1区）
- 小山倉之助（宮城2区）
- 平野力三　（山梨全県区）
- 中野四郎　（愛知4区）
- 中島茂喜　（福岡1区）

無所属
2名
- 有田八郎　（新潟1区）
- 橋本清吉　（三重2区）

### 記録的当選・落選者
- 最年少当選者　　：石橋政嗣（左社・長崎2区） 30歳4ヶ月
- 最高齢当選者　　：安藤正純（民主・東京1区） 78歳5ヶ月
- 最多得票当選者　：鳩山一郎（民主・東京1区） 149,541票
- 最少得票当選者　：二階堂進（自由・鹿児島3区） 24,748票
- 最多得票落選者　：野村専太郎（自由・東京1区） 63,316票
- 最多当選　　　　：星島二郎（民主・岡山2区）14回（連続）、鳩山一郎（民主・東京1区）14回

## 選挙後

### 国会
第22回国会（特別会）
会期：1955年3月18日 - 7月30日
- 衆議院議長選挙（1955年3月18日　投票者数：459 過半数：230）

益谷秀次　（自由党）　　：271票
三木武吉　（日本民主党）　：188票
- 衆議院副議長選挙（1955年3月18日　投票者数：460 過半数：231）

杉山元治郎（社会党右派）　：273票
古島義英　（日本民主党）　：187票
- 内閣総理大臣指名選挙（1955年3月18日）

衆議院議決（投票者数：418　過半数：210）
鳩山一郎　（日本民主党）　：254票
鈴木茂三郎（社会党左派）　：160票
無効　　　　　　　　　　：004票
第23回国会（臨時会）
会期：1955年11月22日 - 12月16日
- 内閣総理大臣指名選挙（1955年11月22日）

衆議院議決（投票者数：438　過半数：220）
鳩山一郎　（自民党）　：288票
鈴木茂三郎（社会党）　：150票
無効　　　　　　　　　　：004票
第26回国会（常会）
会期：1956年12月20日 - 1957年5月19日
- 内閣総理大臣指名選挙（1956年12月20日）

衆議院議決（投票者数：441　過半数：221）
石橋湛山　（自民党）　：291票
鈴木茂三郎（社会党）　：150票
- 内閣総理大臣指名選挙（1957年2月25日）

衆議院議決（投票者数：407　過半数：204）
岸信介　（自民党）　：276票
鈴木茂三郎（社会党）　：129票
無効　　　　　　　　　：002票

### 政党
民主党は、61議席を増やし第一党となった。自由党は選挙前より68名を減らし、党首脳や閣僚級の大物議員も多数落選した。
左派社会党が17名、右派社会党が1名議席を増加し、革新陣営は全議席の3分の1を超え、鳩山首相が公約としていた憲法改正の発議を阻止できることとなったことが注目される。また、左右社会党は選挙後の再統一を公約にしていたが、この選挙で左派の優位が確定した。
選挙後、3月18日に第22特別国会が召集され、鳩山一郎が内閣総理大臣に指名され、第2次鳩山内閣が組閣された。しかし特別国会冒頭、首班指名に先立ち正副議長の選任で、民主党は鳩山の盟友たる三木武吉を衆議院議長候補としたが、自由党と左右社会党が統一候補として益谷秀次を推したため、三木は議長の座を逸した。第2次鳩山内閣は民主党が第一党ではあるが、相変わらず少数与党であるが故、内政、外交ともに思わしい成果を上げることが難しく、三木は保守合同による自由民主党結成に動くことになる。